# برنابا

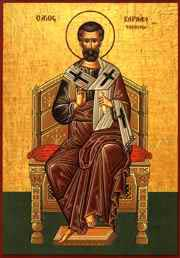
برنابای واعظ

یوسف ملقب به بَرنابا یا بارناباس (به انگلیسی: Barnabas) که از سبط لاوی و اهل قبرس بود، رسولان او را برنابای واعظ نام نهاده بودند. 
وی از یهودی‌های شهر اورشلیم بود که به عیسی مسیح ایمان آورد. او مزرعهٔ خود را فروخت و وجه آن را به عیسی مسیح در راه تبلیغ و گسترش آیینش تقدیم کرد.
در کتاب اعمال رسولان، بارها به فعالیت‌های بشارتی برنابا در کنار پولس اشاره شده‌ و از ایشان در جمع رسولانِ مسیح یاد می‌شود.
برنابا پسر عموی مَرقُس (نویسندهٔ انجیل مرقس، که دومین انجیل از چهار انجیل موجود در کتاب مقدس مسیحیان است) بود، که خانهٔ مادرش، محل گردهمایی مسیحیان بود. برنابا از نخستین مسیحیان و شخصی خوش‌نام و پر از روح‌القدس بود. او پس از آگاهی از توبۀ پولس، در کنار او ایستاده و نزد حواریون و سایر مسیحیان اورشلیم، به صداقت پولس در خصوص ایمان آوردن به مسیح و توبۀ او از گناهان گذشته شهادت داد. به این ترتیب بود که حواریون مسیح، پولس را به عنوان رسولِ مسیح پذیرفتند. برنابا به همراه پولس برای تبلیغ پیام مسیح در میان امت‌های غیریهودی عازم انطاکیه شد. بنا بر سنّت‌های شفاهی و یا برخی مکتوبات، که صحّت تاریخی آنان قطعی نیست، برنابا در سال ۶۱ میلادی در قبرس کشته شد و جزو شهدای مسیحیت از او یاد می‌شود.

## انجیل برنابا
بنا به عقیدۀ برخی مسلمانان -نه همۀ مسلمانان- انجیل برنابا را همان برنابا (همسفر پولس) نوشته است.
در مجموع سه اثر به برنابا نسبت داده می‌شود:
1. رسالۀ برنابا (Epistle of Barnabas)
2. اعمال برنابا (Acts of Barnabas)
3. انجیل برنابا (Gospel of Barnabas)

انجیل برنابا که از نظرات مختلف شباهت‌های زیادی به اعتقادات مسلمانان دارد، پیامبر اسلام را به گونه‌ای تأمل‌برانگیز بشارت می‌دهد. این کتاب احتمالاً در یک فضای اسلامی نگاشته شده و همچنین به دلیل داشتن اشکالات تاریخی و نبود نسخه‌های تاریخی از آن تا قبل از قرن ۱۳ میلادی، توسط مسیحیان جزو متون مقدس قلمداد نمی‌شود. از سوی برخی محققان مسلمان -همچون دکتر شبیر علی- نیز به اصالت این انجیل به دیدهٔ تردید نگاه شده است. 
نکتهٔ جالب اینکه انجیل برنابا عیسی را مسیح نمی‌داند، بلکه محمد را مسیح می‌داند: "پس اعتراف نمود یسوع (عیسی) و فرمود: «به راستی و درستی که من مسیا (مسیح) نیستم.»". این در حالی است که حتی خود قرآن، عیسی را مسیح می‌خواند، نه محمد را !
عیسی بر اساس آنچه انجیل برنابا می‌گوید، در پاسخ سؤال کاهنی که نام آن حضرت را پرسیده بود پاسخ داد:
نام مسیا (مسیح) عجیب است، زیرا که خدا وقتی روان او را آفرید و او را در نور آسمانی گذاشت، برای او نامی انتخاب کرد خدا فرمود: صبر کن ای محمّد! زیرا می‌خواهم برای تو (و فقط برای تو) بهشت و جهان خلق کنم؛ و می‌خواهم به خاطر تو بسیاری از خلایق [گناهکار] را ببخشم. حتی هر که نام تو را مبارک گرداند، مبارک می‌کنم و هر که تو را لعنت کند [ و با تو دشمنی ورزد] ملعون [و دور از رحمت من] می‌شود.
و سپس فرمود:
همانا نام مبارک او محمّد است. آن وقت همه مردم [که در اطراف یسوع بودند] با صدای بلند گفتند: ای خدا! پیامبر خود را به سوی ما بفرست. ای محمّد! هرچه زودتر برای خلاص جهان [از ظلم و فساد] بیا.

#### کتاب "انجیلِ اسلامی"
به نظر می‌رسد کتاب "انجیل برنابا" تنها کتاب جعلی‌ای نیست که توسط یک یا گروهی از نویسندگان در یک فضای اسلامی نوشته شده است.
در موردی جدیدتر، شخصی به نام احمد شفاعت و همکاران وی، در سال 1979 میلادی، یک انجیل جدید به نگارش در آورده و منتشر کردند با نام: "انجیل اسلامی". در مقدمۀ این کتاب که وی و همکارانش آن را انجیل نامیدند، نوشته شده است:   "کتاب پیش روی شما یک انجیل است. در پرتو وحی خداوند بر حضرت محمد(ص) نوشته شده است. ... این طرح کلی در این کتاب با برخی مطالب پیش‌زمینه تکمیل شده است (که عمدتاً از عهد جدید گرفته شده و گاهی بر اساس وحی قرآنی تغییر یافته است) تا انجیلی به اندازه تقریباً مرقس شکل بگیرد. ... همانطور که قبلاً گفتیم، این کتاب به عنوان یک انجیل جدید، معادل مسلمانان و جایگزینی برای انجیل مسیحیان است."
این انجیل جعلی ("انجیل اسلامی") که در قرن 20 (سال 1979) نوشته شده، همچون "انجیل برنابا"، هیچگاه توسط مسیحیان جزو متون مقدس به شمار نمی‌آید.